# برنامه ونرا

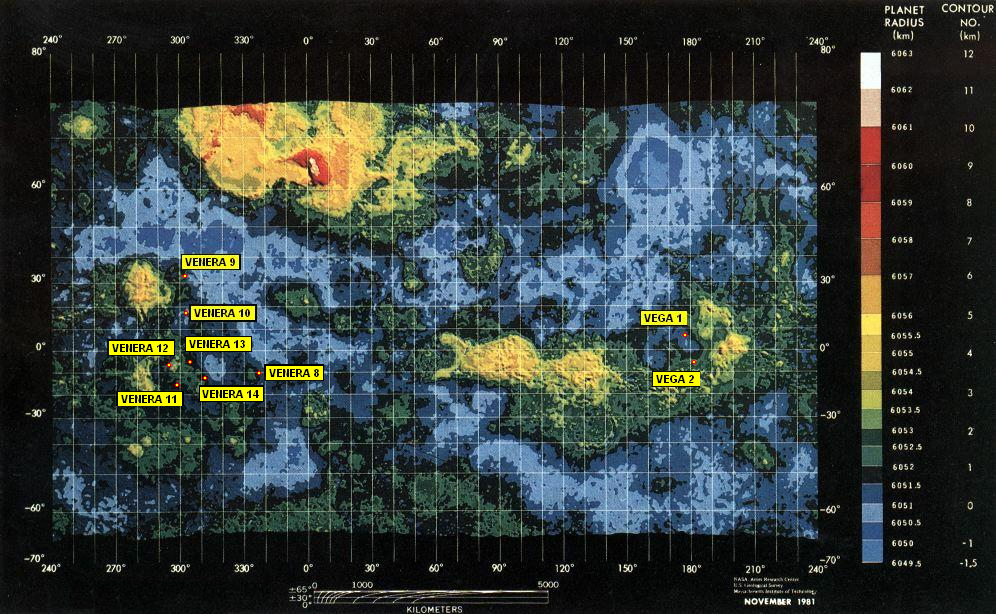
محل زندگی زمینیان ونوس شوروی. نقشه بر اساس نقشه‌برداری از کاوشگر فضایی Pioneer Venus Orbiter.

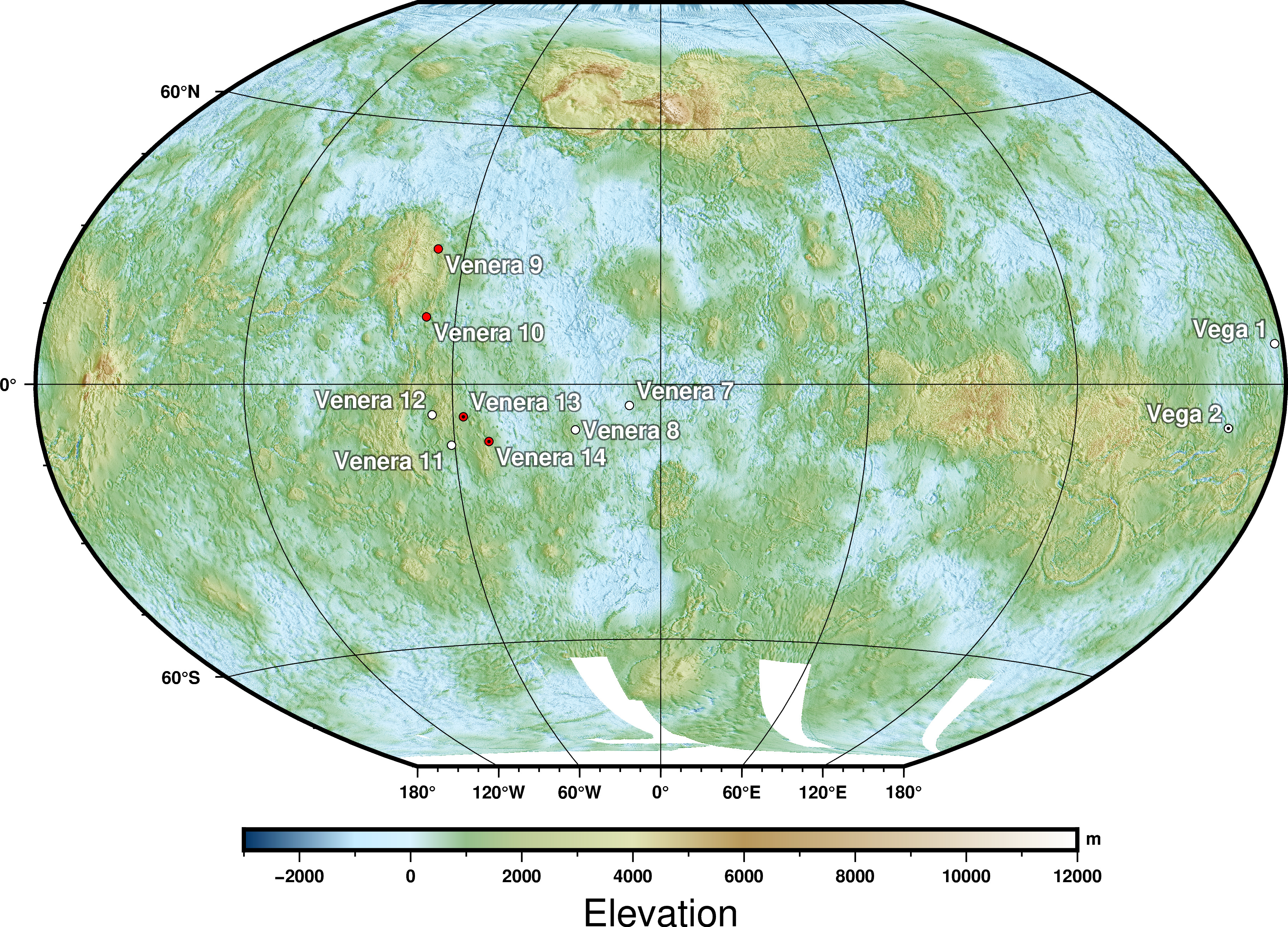
موقعیت سایتهای فرود Venera. نقاط قرمز رنگ سایتهایی را نشان می‌دهند که تصاویر را از سطح، نقاط مرکزی سیاه رنگ آنالیز نمونه سطح نشان می‌دهند. نقشه مبتنی بر نقشه‌برداری از Pioneer Venus Orbiter و Magellan.

برنامه ونرا (روسی: Вене́ра، تلفظ شده [vʲɪˈnʲɛrə]، که به معنای «زهره» در روسی است) نامی بود برای مجموعه‌ای از کاوشگرهای فضایی که در سالهای ۱۹۶۱ تا ۱۹۸۴ توسط اتحاد جماهیر شوروی ایجاد شد تا اطلاعات مربوط به سیاره زهره را جمع‌آوری کند. ده کاوشگر با موفقیت روی سطح این سیاره فرود آمد، از جمله دو برنامه وگا و کاوشگرهای ونرا-هالی، در حالی که سیزده کاوش با موفقیت وارد جو زهره شدند. با توجه به شرایط شدیداً ناهموار سطح روی زهره، این کاوشگرها فقط می‌توانند برای مدت کوتاهی بر روی سطح زهره دوام بیاورند که زمان آن بین ۲۳ دقیقه تا دو ساعت است.

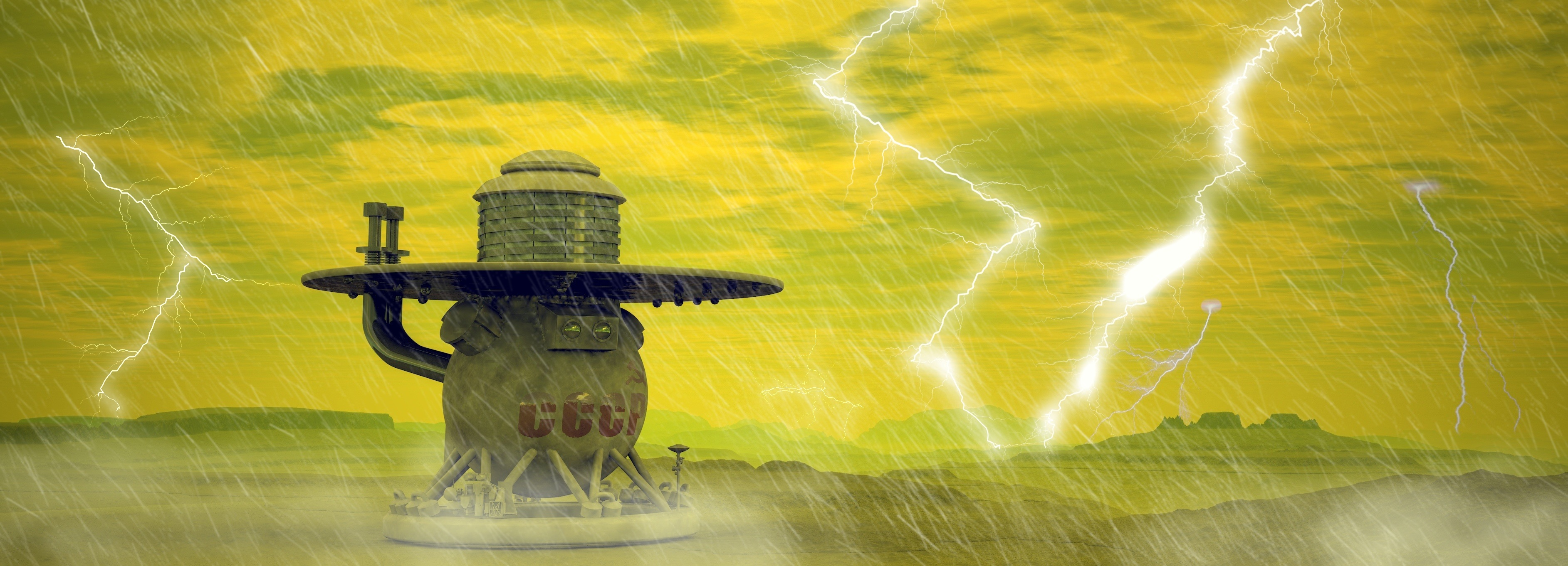
کاوشگر فضایی ونرا در سطح زهره (تفریح هنرمندان).

برنامه ونرا چند دستاورد بزرگ در زمینه کاوش در فضا ایجاد کرد، از جمله اولین دستگاه‌های ساخته شده توسط انسان که وارد جو سیاره دیگری شدند (ونرا ۳ در اول مارس ۱۹۶۶)، اولین کسی که یک فرود نرم را در سیاره دیگری انجام داد (ورنا ۷ در ۱۵ دسامبر ۱۹۷۰) اولین کسی که تصاویر را از سطح سیاره دیگر بازگرداند (ونرا ۹ در ۸ ژوئن ۱۹۷۵) و اولین کسی که اسکن نقشه‌برداری رادار با وضوح بالا را انجام داد (ونرا ۱۵ در ۲ ژوئن ۱۹۸۳).

## کاوشگرهای ونرا

### ونرا ۱ و ۲

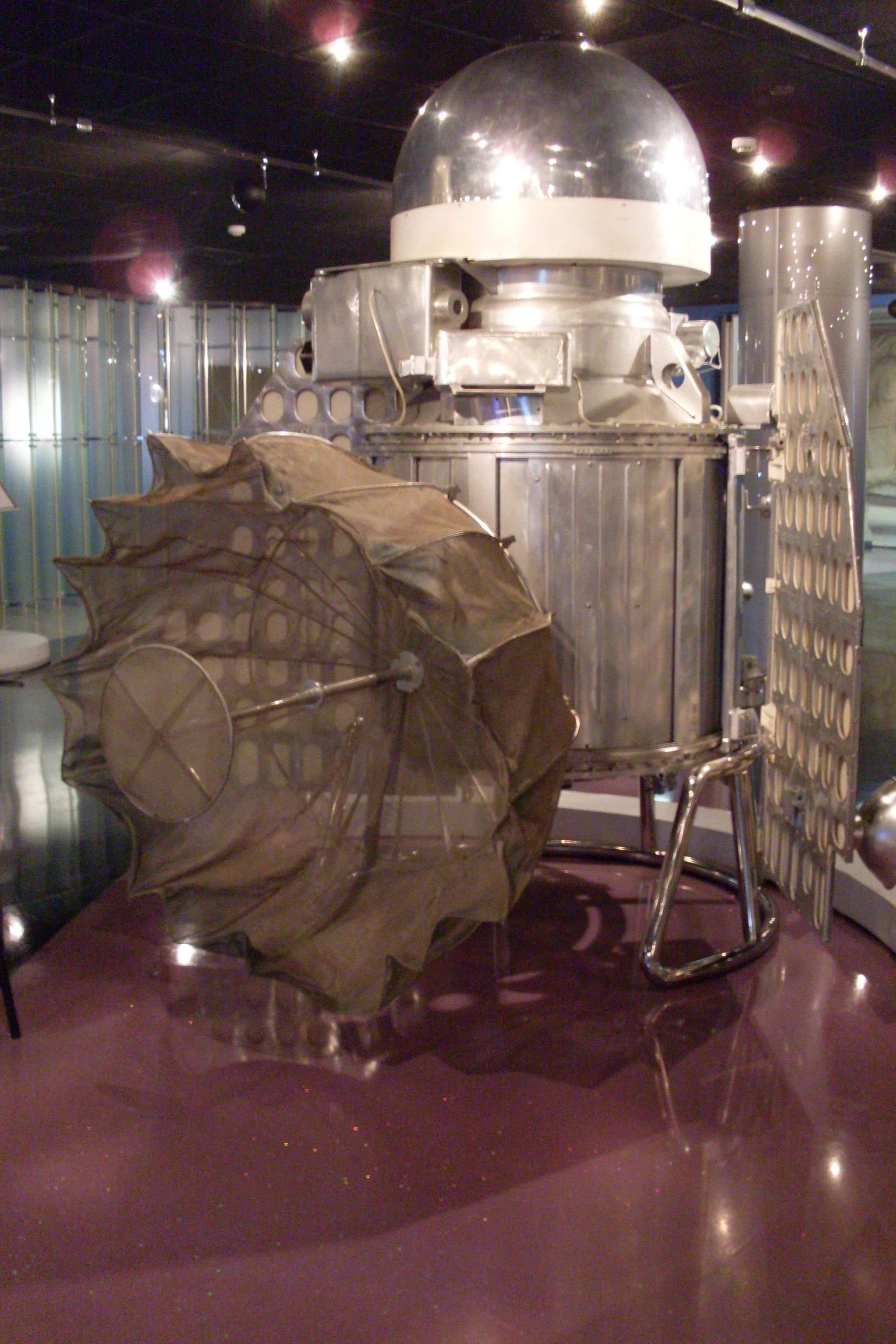
مدل تمام عیار Venera 1 در موزه Memorial of Cosmonautics

نخستین تلاش اتحاد جماهیر شوروی برای پرواز کاوشگر به زهره در ۴ فوریه ۱۹۶۱ آغاز شد، اما نتوانست مدار زمین را ترک کند. مطابق با سیاست اتحاد جماهیر شوروی در آن زمان عدم اعلام جزئیات مأموریت‌های ناکام، این پرتاب با نام «ماهواره ای سنگین» اعلام شد. همچنین به ونرا ۱- وی ای نیز معروف است.
مانند برخی از کاوشگرهای سیاره ای دیگر اتحاد جماهیر شوروی، نسخه‌های بعدی به صورت جفت با وسیله نقلیه دوم که به زودی پس از اولین راه اندازی شد، پرتاب شدند.
چندین تلاش ناکام دیگر در کاوشگرهای پروازی زهره توسط اتحاد جماهیر شوروی در اوایل دهه ۱۹۶۰ آغاز شد، اما در آن زمان به عنوان مأموریت‌های سیاره ای اعلام نشده بود، و از این رو رسماً عنوان «ونرا» را دریافت نکرد.

### ونرا ۳ تا ۶

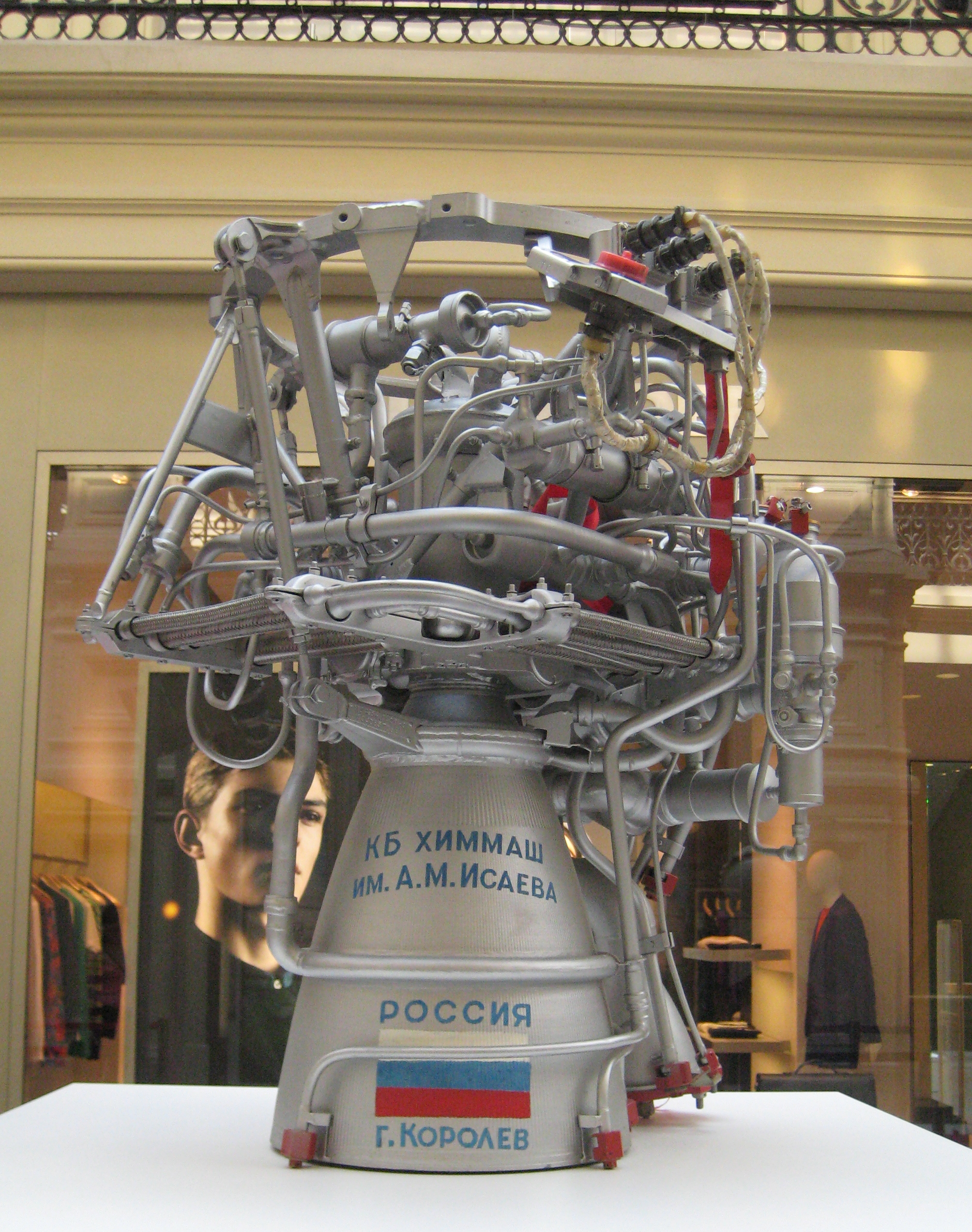
موتور مایع مستقر در ایستگاه Venera.

کاوشگرهای ونرا ۳ تا ۶ مشابه بودند. وزن آنها تقریباً یک تن و توسط موشک تقویت کننده نوع مولنیا پرتاب شد، آنها شامل یک «اتوبوس» مسافرتی و یک کاوشگر ورودی فضایی کروی بودند. کاوشگرها برای اندازه‌گیری اتمسفر بهینه شده بودند، اما به هیچ وسیله مخصوص فرود خاصی مجهز نبودند. اگرچه امیدوار بود که آنها هنوز هم به سطح خود برسند، اما اولین کاوش‌ها تقریباً بلافاصله شکست خورد، بنابراین انتقال داده‌ها به زمین نیز غیرفعال گردید.
ونرا ۳ اولین شیء ساخته بشر بود که هنگام سقوط در ۱ مارس ۱۹۶۶ بر روی سطح سیاره دیگر تأثیر گذاشت. با این حال، به عنوان کاوشگر داده‌های فضاپیما پس از نفوذ جوی شکست خورده بود، هیچ داده‌ای از داخل مرز ونوس از این مأموریت بازیابی شد.
در ۱۸ اکتبر ۱۹۶۷، ونرا-۴ اولین فضاپیمایی شد که جو سیاره دیگری را اندازه می‌گرفت. در حالی که اتحاد جماهیر شوروی در ابتدا ادعا می‌کرد که این صنایع دستی به سطح دست نخورده رسیده‌است، تجزیه و تحلیل مجدد از جمله داده‌های انفجار جو از فضاپیمای آمریکایی مارینر ۵ که روز بعد از رسیدن آن توسط ونوس پرواز می‌کرد، نشان داد که فشار سطح زهره ۷۵–۱۰۰ اتمسفر است، بسیار بالاتر از ونرا استحکام بدنه ۲۵ هوای ۴، و این ادعا پس گرفته شد.
قبل از رسیدن به سطح زمین، کشتی‌ها خرد می‌شوند، شوروی‌ها ونرا ۵ و ونرا ۶ را به عنوان کاوشگرهای جوی پرتاب می‌کردند. پیش از ورود به جو این سیاره، با هدف جتسون تقریباً نیمی از بار خود را طراحی کرده بود، این پیشه‌وری به ترتیب ۵۳ و ۵۱ دقیقه از داده‌ها را ضبط کرد، در حالی که قبل از اینکه باتری‌های آنها به آرامی با چتر نجات پایین بیایند.

### ونرا ۷
کاوشگر ونرا ۷ اولین کاوشگری بود که برای سالم ماندن از شرایط سطح زهره و ایجاد یک فرود نرم طراحی شده‌است. برای اطمینان از بقا و انبوه ساخت و سازهای داخلی، آزمایشهای اندکی در هیئت مدیره انجام شد، و نتیجه علمی از این مأموریت به دلیل خرابی تابلوی داخلی که در موقعیت «دمای انتقال» گیر کرده بود، بیشتر محدود شد. با این حال، دانشمندان کنترل موفق به برآورد فشار (۹۰ اتمسفر) از داده‌های دما با ۴۶۵ درجه سلسیوس (۸۶۹ درجه فارنهایت)، که از اولین اندازه‌گیری‌های سطح مستقیم حاصل شده‌است. اندازه‌گیری داپلر از کاوشگرهای ونرا ۴ تا ۷ اولین اثبات وجود بادهای پهناور سرعت بالا (حداکثر ۱۰۰ متر بر ثانیه (۳۳۰ فوت بر ثانیه) یا ۳۶۲ کیلومتر بر ساعت (۲۲۵ مایل بر ساعت) در جو ونوس (سوپر چرخش).
چتر نجات ونرا ۷ کمی قبل از فرود خیلی نزدیک به سطح زمین شکست. در ۱۷ متر بر ثانیه (۵۶ فوت بر ثانیه) تأثیر گذار بود ۱۷ متر بر ثانیه (۵۶ فوت بر ثانیه) و سرنگون شد، اما زنده ماند. به دلیل سوء استفاده از آنتن دهی ناشی از آن، سیگنال رادیویی بسیار ضعیف بود اما ۲۳ دقیقه دیگر قبل از انقضا باتری‌های آن (با اندازه‌گیری دما) شناسایی شد؛ بنابراین، در ۱۵ دسامبر ۱۹۷۰، اولین کاوشگر ساخته شده توسط انسان برای انتقال اطلاعات از سطح زهره شد.

### ونرا ۸
ونرا ۸ که در سال ۱۹۷۲ راه اندازی شد، به مجموعه وسیعی از ابزارهای علمی برای مطالعه سطح (گاما طیف‌سنج و غیره) مجهز بود) کروز مسافرتی ونرا ۷ و ۸ شبیه به مدل‌های قبلی بود و طراحی آن به مأموریت Zond 3 صعود می‌کرد. زمین گیر در هنگام نزول اطلاعات را انتقال داده و در زیر نور آفتاب فرود آمد. میزان نور را اندازه‌گیری می‌کرد اما دوربین نداشت. تقریباً یک ساعت داده را منتقل کرد.

### ونرا ۹ تا ۱۲
پس از خرابی کاسموس ۴۸۲، کاوشگرهای ونرا ۹ و ۱۰ ۱۹۷۶ و کاوشگرهای ونرا ۱۱ و ۱۲ از طراحی متفاوتی برخوردار بودند. وزن آنها تقریباً پنج تن وزن داشت و توسط تقویت کننده قدرتمند پروتون راه اندازی شد. آنها شامل یک اتوبوس انتقال و رله بودند که دارای موتورهایی برای ترمز در مدار زهره (ونرا ۹ و ۱۰، ۱۵ و ۱۶) و به عنوان گیرنده و رله برای انتقال پروب ورودی است. کاوشگر ورودی در قسمت محافظ گرما کروی به بالای اتوبوس وصل شده بود. این کاوشگرها برای عملیات سطح با طراحی غیر معمول به نظر می‌رسد که شامل یک محفظه کروی برای محافظت از الکترونیک در برابر فشار و گرما جوی تا حد ممکن است. در زیر این یک شوک جذب «حلقه خرد» برای فرود بود. در بالای کره فشار، یک سازهٔ استوانهای و یک سازه بشقاب پهن قرار دارد که به یک آنتن شباهت دارد اما در واقع یک هوافضایی بود. آنها به گونه‌ای طراحی شده بودند که حداقل ۳۰ دقیقه روی سطح کار کنند. ابزارها در مأموریت‌های مختلف متفاوت بودند، اما شامل دوربین‌ها و تجهیزات تجزیه و تحلیل جوی و خاک بودند. هر چهار زمینگیر در انتشار برخی از یا همه درپوشهای لنز دوربین خود با مشکل روبرو شدند.
فرود آورنده ونرا ۹ حداقل ۵۳ دقیقه کار کرد و با یکی از دو دوربین عکس گرفت. درپوش دیگر لنز باز نشد.
فرود آورنده ونرا ۱۰ حداقل ۶۵ دقیقه کار کرد و با یکی از دو عکس گرفت. درپوش دیگر لنز منتشر نشده‌است.
فرود آورنده ونرا ۱۱ حداقل ۹۵ دقیقه کار کرد اما هیچ‌کدام از درپوشهای لنز دوربین آزاد نشد.
فرود آورنده ونرا ۱۲ حداقل ۱۱۰ دقیقه کار کرد اما هیچ‌کدام از درپوشهای لنز دوربین آزاد نشد.

### ونرا ۱۳ و ۱۴
ونرا ۱۳ و ونرا ۱۴ قویترین و آخرین سطح نشین‌های برنامه ونرا بودند و پس از آنها شوروی تصمیم گرفت که ونراهای بعدی فضاپیما باشند.
ونرا ۱۳ و ونرا ۱۴ موفق شدند که عکس‌هایی از سطح سیاره ناهید بگیرند
ونرا ۱۳ و ۱۴ قرار بودند کمتر از یک ساعت دوام بیاورند ولی حدود دو ساعت دوام آوردند. ونرا ۱۳ با هردو دوربین خود عکس برداری کرد ولی ونرا ۱۴ با یکی از دو دوربین عکس گرفت. درپوش دیگر لنز باز نشد.

## آینده

### Venera-D
Venera-D یک مأموریت پیشنهادی برای زهره است که شامل یک مدارگرد بسیار توانا و یک سرزمین است. از دیدگاه کل توده‌های تحویل یافته به زهره، بهترین فرصت‌های پرتاب در سال‌های ۲۰۲۶ و ۲۰۳۱ رخ می‌دهد. Venera-D می‌تواند برخی از اجزای ناسا، از جمله بادکنک‌ها، یک زیر ماهواره برای اندازه‌گیری پلاسما، یا ایستگاه سطح طولانی مدت (۲۴ ساعته) در زمین را درج کند.

## یافته‌های علمی
یافته‌های علمی زیادی در مورد زهره از داده‌های بازیابی شده توسط پروب‌های Venera وجود دارد. به عنوان مثال، پس از تحلیل تصاویر راداری که از Venera 15 و ۱۶ برگشته است، نتیجه گرفته شد که پشته‌ها و شیارهای سطح زهره نتیجه تغییر شکل‌های تکتونیکی است.
زمین‌های Venera 9 و ۱۰ هر کدام دو دوربین داشتند. اما در هر دو مأموریت، تنها یک عملکرد داشت زیرا درپوش لنزها نمی‌توانستند از دوربین دوم روی زمین جدا شوند. طراحی برای Venera 11 و ۱۲ تغییر یافته‌است، اما در آن مأموریت‌ها همه دوربین‌ها با شکست مواجه شدند. Venera 13 و ۱۴ تنها زمینی بودند که تمام دوربینها به درستی کار می‌کردند. متأسفانه، درپوش لنز تیتانیوم در Venera 14 دقیقاً در منطقه واقع شده توسط پروب فشرده سازی خاک فرود آمد.

## انواع پروب‌های Venera
| مدل        | تایپ کنید        | راه اندازی اول | آخرین راه اندازی | مأموریت‌ها {{سخ}} (موفقیت / کل) | پرتاب وسیله نقلیه | جرم                                                      | تجهیزات               |
| ---------- | ---------------- | -------------- | ---------------- | ------------------------------ | ----------------- | -------------------------------------------------------- | --------------------- |
| 1VA        | ضربه             | ۰۴/۰۲/۱۹۶۱     | ۱۲/۰۲/۱۹۶۱       | /2/                            | مولنیا            | ۶۴۳٫۵ کیلوگرم (۱٬۴۱۹ پوند)                               | ۵ ابزار علمی          |
| 2MV-۱      | گذر و جوی پروب   | ۲۵/۰۸/۱۹۶۲     | ۰۱/۰۹/۱۹۶۲       | /2/                            | مولنیا            | ۱٬۰۹۷ کیلوگرم (۲٬۴۱۸ پوند)                               | ۱۱ ابزار علمی         |
| 2MV-۲      | پرواز با         | ۱۲/۰۹/۱۹۶۲     | ۱۲/۰۹/۱۹۶۲       | 0/1                            | مولنیا            | ۸۹۰ کیلوگرم (۱٬۹۶۰ پوند)                                 | ۱۰ ابزار علمی         |
| 3MV-۱ و 1A | پرواز با         | ۱۹/۰۲/۱۹۶۴     | ۰۲/۰۴/۱۹۶۴       | 0/3                            | مولنیا            | ۸۰۰ کیلوگرم (۱٬۸۰۰ پوند) (1A) و ۹۴۸ کیلوگرم (۲٬۰۹۰ پوند) | ۱۰ ابزار علمی         |
| 3MV-۴      | پرواز با         | ۱۲/۱۱/۱۹۶۵     | ۲۳/۱۱/۱۹۶۵       | /2/                            | مولنیا-م          | ۹۶۳ کیلوگرم (۲٬۱۲۳ پوند)                                 | ۱۱ ابزار علمی         |
| 3MV-۳      | کاوشگر جو و لندر | ۱۶/۱۱/۱۹۶۵     | ۱۶/۱۱/۱۹۶۵       | 0/1                            | مولنیا-م          | ۹۵۸ کیلوگرم (۲٬۱۱۲ پوند)                                 | ۱۰ ابزار علمی         |
| ۱ ولت      | کاوشگر جو و لندر | ۱۲/۰۶/۱۹۶۷     | ۱۷/۰۶/۱۹۶۷       | 1/2                            | مولنیا-م          | ۱٬۱۰۶ کیلوگرم (۲٬۴۳۸ پوند)                               | ۸ ابزار علمی          |
| ۲ ولت      | کاوشگر جو و لندر | ۰۵/۰۱/۱۹۶۹     | ۱۰/۰۱/۱۹۶۹       | 2/2                            | مولنیا-م          | ۱٬۱۳۰ کیلوگرم (۲٬۴۹۰ پوند)                               | ۸ ابزار علمی          |
| ۳ ولت      | کاوشگر جو و لندر | ۱۷/۰۸/۱۹۷۰     | ۳۱/۰۳/۱۹۷۲       | 2/4                            | مولنیا-م          | ۱٬۱۸۰ کیلوگرم (۲٬۶۰۰ پوند)                               | ۵ یا ۹ ابزار علمی     |
| 4V-۱ و 1M  | مدار و لندر      | ۲۲/۱۰/۱۹۷۵     | ۰۴/۱۱/۱۹۸۱       | 6/6                            | پروتون -K         | ۴٬۳۶۳ کیلوگرم (۹٬۶۱۹ پوند) ۵٬۰۳۳ کیلوگرم (۱۱٬۰۹۶ پوند)   | ۱۶ و ۲۱ ابزار علمی    |
| 4V-۲       | مدار             | ۰۲/۰۶/۱۹۸۳     | ۰۷/۰۶/۱۹۸۳       | 2/2                            | پروتون-ک          | ۵٬۲۵۰ کیلوگرم (۱۱٬۵۷۰ پوند) ۵٬۳۰۰ کیلوگرم (۱۱٬۷۰۰ پوند)  | ۷ ابزار علمی با رادار |